# میس پک-من
میس پک-من (به انگلیسی: Ms. Pac-Man) یک بازی ویدئویی است که توسط شرکت میدوی گیمز ساخته شده و ادامه بازی پک-من است. میس پک-من در سال ۱۹۸۱ در آمریکای شمالی منتشر و به یکی از محبوب‌ترین بازی‌های ویدئویی تبدیل شد. بر خلاف اولین بازی سری پک-من، شخصیت اصلی میس پک-من مونث است.